# Drin Mangko
Drin Mangko is een bestuurslaag in het regentschap Aceh Barat van de provincie Atjeh, Indonesië. Drin Mangko telt 248 inwoners (volkstelling 2010).